# Peter Sheen
Peter Sheen war ein britischer Hersteller von Automobilen.

## Unternehmensgeschichte
Der Weinhändler Peter Sheen begann 1964 in seinem Unternehmen in Kingston upon Hull mit der Produktion von Automobilen und Kits. Der Markenname lautete Sheen. Die Präsentation des ersten Modells fand im September 1964 in Brands Hatch statt. 1965 endete die Produktion, denn Chrysler lieferte trotz Vertrag keine Teile mehr. Insgesamt verkaufte Sheen zwei Exemplare.

## Fahrzeuge
Das einzige Modell war der Imperator GTS. Dies war ein Coupé. Die Karosserie bestand aus Aluminium und wurde bei der The Robert Peel Company im gleichen Ort gefertigt. Viele Teile wie auch das Fahrgestell kamen vom Hillman Imp. Für den Antrieb standen dessen Vierzylindermotoren zur Verfügung. In der Basisausführung war der Motor von Nathan bzw. Willy Griffith auf 70 PS getunt. Die Top-Motorisierung stellte ein von Paul Emery präparierter Motor mit 1147 cm³ Hubraum und 105 PS Leistung dar. Geplant war außerdem ein Modell mit einer billigeren Karosserie aus Fiberglas. Das Fahrzeug mit dem britischen Kennzeichen 961 KOR existiert noch.